# Petramithrax pygmaeus
Petramithrax pygmaeus is een krabbensoort uit de familie van de Mithracidae. De wetenschappelijke naam van de soort is voor het eerst geldig gepubliceerd in 1835 door Bell als Mithrax pygmaeus.